# Нетро
Нетро (итал. Netro) је насеље у Италији у округу Бијела, региону Пијемонт.
Према процени из 2011. у насељу је живело 511 становника. Насеље се налази на надморској висини од 566 м.

## Становништво
Према резултатима пописа становништва 2011. у општини је живело 1.015 становника.
| 1931. | 1936. | 1951. | 1961. | 1971. | 1981. | 1991. | 2001. | 2011. |
| ----- | ----- | ----- | ----- | ----- | ----- | ----- | ----- | ----- |
| 1.781 | 1.703 | 1.658 | 1.517 | 1.275 | 1.140 | 989   | 1.018 | 1.015 |